# Muscolo peroneo lungo
Nell'anatomia umana il muscolo peroneo lungo è un muscolo bipennato della gamba, situato nella sua parte antero-laterale. Gli altri muscoli peronei sono il muscolo peroneo breve e il muscolo peroneo anteriore.

## Anatomia
Si ritrova sopra il muscolo peroneo breve nella loggia laterale della gamba, al fianco del legamento patellare e sotto il tratto ileo-tibiale. È innervato dal nervo peroniero superficiale.
Origina dalla testa e dalla faccia laterale della fibula; decorre dall'alto verso il basso in un lungo tendine che passa posteriormente al malleolo fibulare, all'interno dei retinacoli (superiore ed inferiore) dei muscoli peronei, si porta lateralmente al mesopiede (in particolare all'osso cuboide) e, da tale posizione, passa inferiormente alle ossa del tarso distale. Prende così rapporto con le facce plantari di cuboide, terzo secondo e primo cuneiforme. Mentre decorre in senso mediale si fa anche più rostrale, raggiungendo la tuberosità del primo osso metatarsale (posta inferiormente sulla base metatarsale) e la faccia inferiore del primo cuneiforme, sulle quali prende inserzione. A causa della loro prossimità anatomica, le inserzioni tendinee del muscolo fibulare lungo e del tibiale anteriore possono fondersi, risultando difficilmente distinguibili.